# Lag (matlagning)

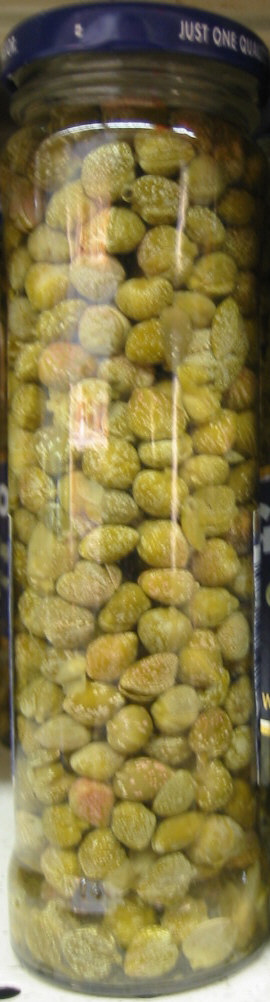
Kapris inlagd i lag.

Lag är inom matlagning olika vätskeblandningar, ofta kryddade. När lag används till inläggning används ofta olika blandningar av konserveringsmedel, som ättika, salt och socker, med vatten och ofta tillsätter man andra kryddor för smaksättning. Ren saltlag används för att salta in bland annat korv.
För livsmedel som köps i affär kan mängden salt i en saltlag vara så låg som 1 procent. För en saltlag som används för att lägga in sill är proportionerna 1 liter vatten, 1,5 dl grovt salt och 0,5 dl socker. Så kallad "1-2-3-lag" är en annan vanlig lag vid inläggning av till exempel sill och strömming. Enligt grundreceptet består den av en del ättika (12 %), två delar socker och tre delar vatten.